# Teratodes
Teratodes is een geslacht van rechtvleugeligen uit de familie veldsprinkhanen (Acrididae). De wetenschappelijke naam van dit geslacht is voor het eerst geldig gepubliceerd in 1835 door Brullé.

## Soorten
Het geslacht Teratodes omvat de volgende soorten:
- Teratodes brachypterus Carl, 1916
- Teratodes monticollis Gray, 1832